# Літні Паралімпійські ігри 2008
XIII Літні Паралімпійські ігри пройшли в Пекіні у вересні 2008 року. Україна зайняла 4 місце.

## Символи

### Емблема
Всього до Китайського Олімпійського Комітету було подано 1985 ескізів різних пропозицій щодо емблеми Олімпійських ігор 2008 року. З них 222 проєкти було надано з інших країн.
Комісія відібрала 30 проєктів емблеми, з яких Міжнародний Олімпійський Комітет затвердив лише одну.

### Девіз

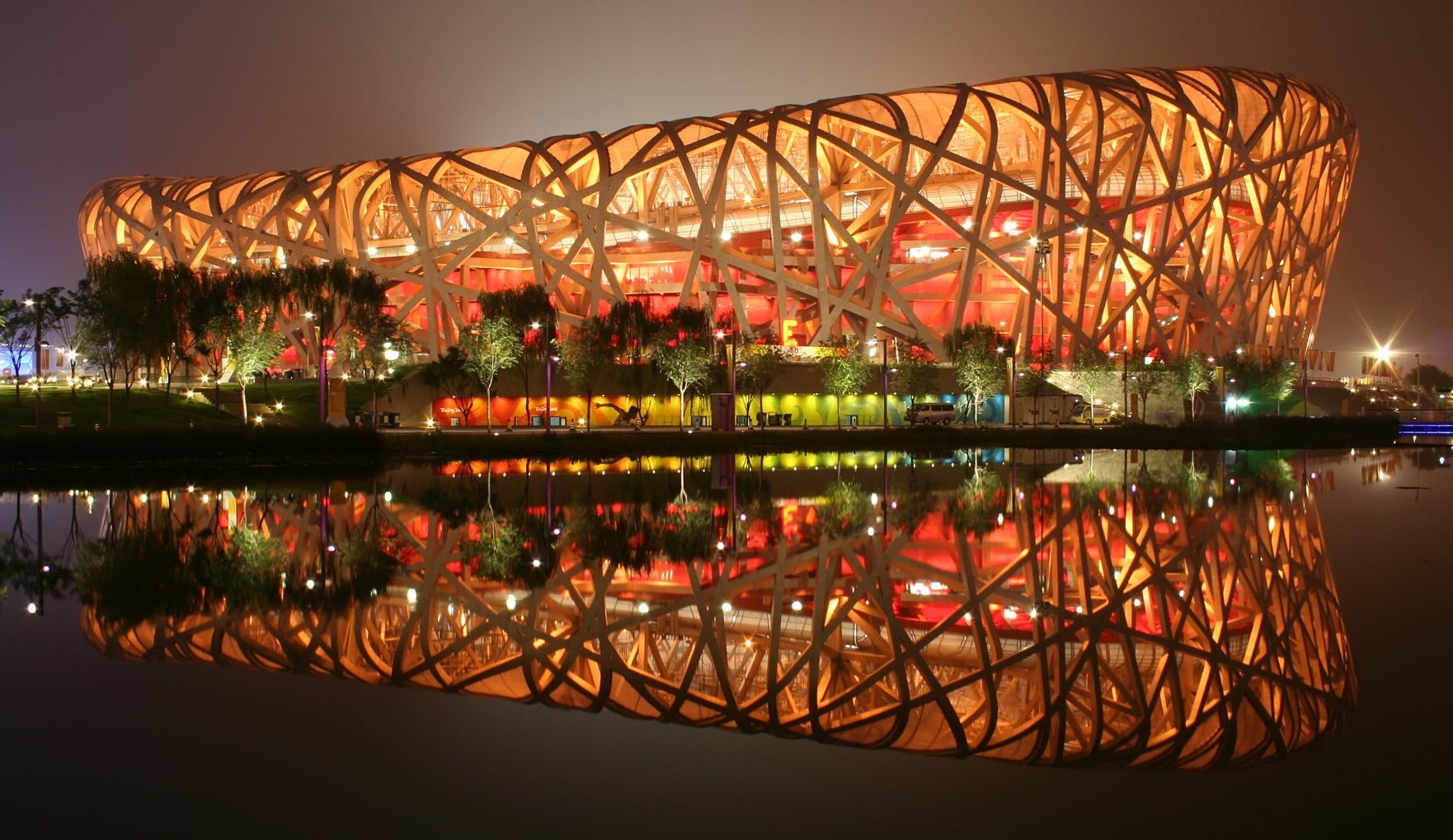
Національний стадіон, Пекін

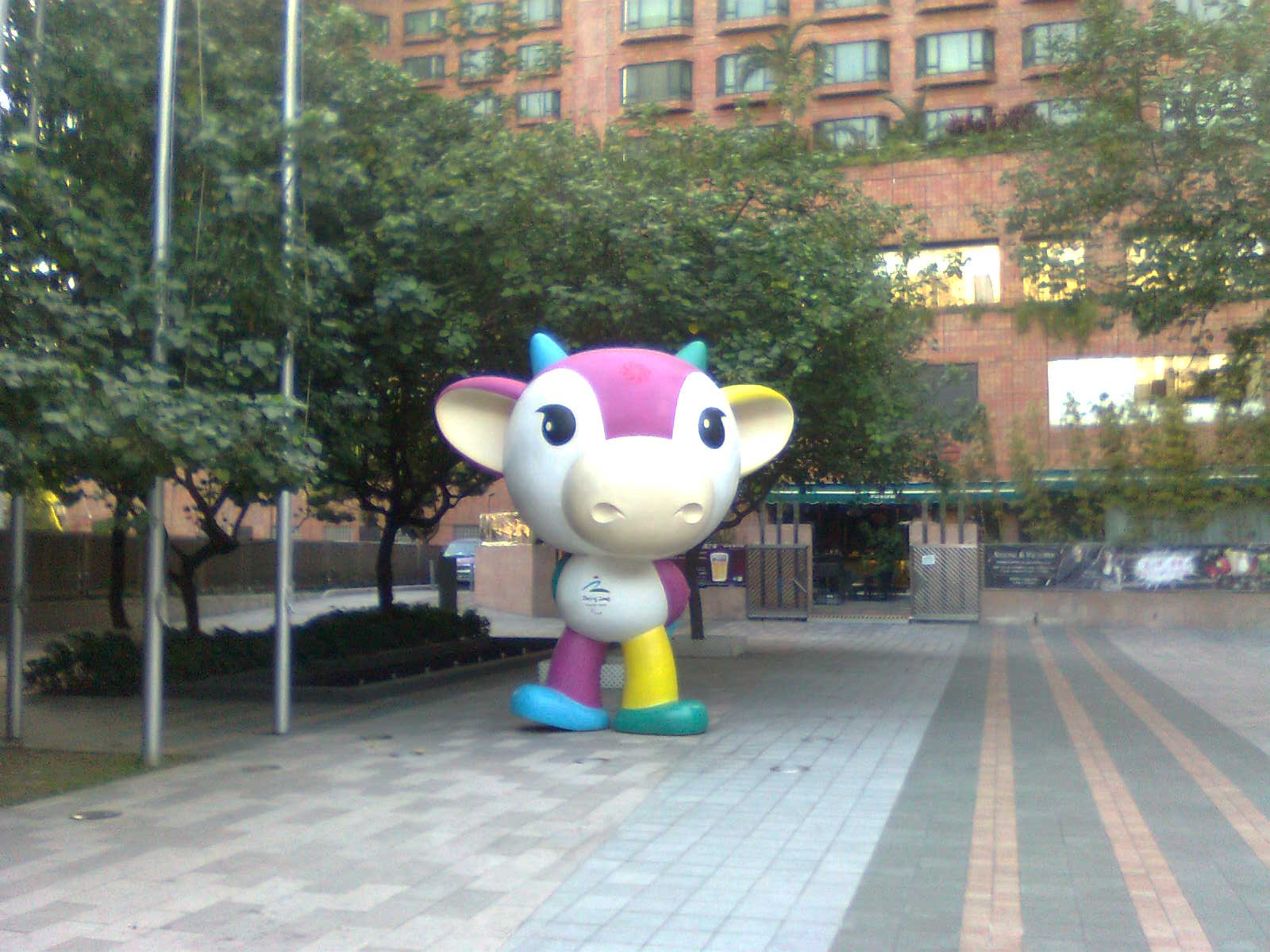
Фу Нду Леле

Офіційним девізом Пекінської Олімпіади-2008 є слоган «Єдина планета, єдина мрія» (One World One Dream).
Слова «Єдина планета, єдина мрія» вдало поєднують сутність олімпійського духу та спільний погляд на цінності: мир та прогрес, гармонічний розвиток, мирне співіснування, співпрацю та взаємовигідне партнерство, щасливе життя та інші загальноприйняті ідеали.
Девіз «єдина планета, єдина мрія» короткий, але його значення дуже глибоке, він відноситься не лише до Китаю, а до усього світу.
В слогані «Єдина планета, єдина мрія» китайською слово «єдина» означає «однакова», таким чином дозволяючи девізу ще точніше відобразити ідею Пекінської Олімпіади — все людство належить до єдиного світу та мріє про одні й ті самі ідеали.

### Талісмани
16 липня 2003 року був обраний талісман Паралімпійських ігор 2008 у Пекіні — корова Фу Нду Леле (кит. трад. 福牛乐乐, спр. 福牛樂樂, З днем Корови), яка була представлена 6 вересня 2006 року на урочистій церемонії біля підніжжя Великого Китайського муру. Фу Нду Леле символізує постійність духу, рівність і інтеграцію.

## Календар
Нижче показаний офіційний календар літніх Олімпійських ігор.
| ● | Церемонія відкриття | ● | Кваліфікація змагань | ● | Фінали змагань | ● | Церемонія закриття |

| Вересень              | 6 | 7  | 8  | 9  | 10 | 11 | 12 | 13 | 14 | 15 | 16 | 17 |     |
| --------------------- | - | -- | -- | -- | -- | -- | -- | -- | -- | -- | -- | -- | --- |
| Церемонії             | ● |    |    |    |    |    |    |    |    |    |    | ●  |     |
| Академічне веслування |   |    |    |    |    | 4  |    |    |    |    |    |    | 4   |
| Баскетбол на візках   |   |    |    |    |    |    |    |    |    | 1  | 1  |    | 2   |
| Бочче                 |   |    |    | 4  |    |    | 3  |    |    |    |    |    | 7   |
| Велоспорт             |   | 5  | 5  | 7  | 4  |    | 15 | 4  | 4  |    |    |    | 44  |
| Кінний спорт          |   |    | 2  | 4  | 2  | 3  |    |    |    |    |    |    | 11  |
| Волейбол              |   |    |    |    |    |    |    |    | 1  | 1  |    |    | 2   |
| Голбол                |   |    |    |    |    |    |    |    | 2  |    |    |    | 2   |
| Дзюдо                 |   | 4  | 4  | 5  |    |    |    |    |    |    |    |    | 13  |
| Легка атлетика        |   |    | 10 | 20 | 17 | 10 | 16 | 20 | 18 | 19 | 25 | 5  | 160 |
| Настільний теніс      |   |    |    |    | 5  | 11 |    |    |    | 4  | 4  |    | 24  |
| Вітрильний спорт      |   |    |    |    |    |    |    | 3  |    |    |    |    | 3   |
| Пауверліфтинг         |   |    |    | 3  | 4  | 2  |    | 3  | 4  | 2  | 2  |    | 20  |
| Плавання              |   | 16 | 18 | 16 | 12 | 13 | 16 | 14 | 18 | 17 |    |    | 140 |
| Регбі                 |   |    |    |    |    |    |    |    |    |    | 1  |    | 1   |
| Стрільба з лука       |   |    |    |    |    |    |    | 4  | 3  | 2  |    |    | 9   |
| Стрільба              |   | 2  | 2  | 2  | 2  | 2  | 2  |    |    |    |    |    | 12  |
| Теніс                 |   |    |    |    |    |    |    | 1  | 3  | 2  |    |    | 6   |
| Фехтування            |   |    |    |    |    |    |    |    | 3  | 3  | 2  | 2  | 10  |
| Футбол (5 x 5)        |   |    |    |    |    |    |    |    |    |    |    | 1  | 1   |
| Футбол (7 x 7)        |   |    |    |    |    |    |    |    |    |    | 1  |    | 1   |
|                       |   | 27 | 41 | 61 | 46 | 45 | 52 | 49 | 56 | 51 | 36 | 8  | 472 |
| Вересень              | 6 | 7  | 8  | 9  | 10 | 11 | 12 | 13 | 14 | 15 | 16 | 17 |     |

## Учасники
| - Афганістан - Алжир - Ангола - Аргентина - Вірменія - Австралія - Австрія - Азербайджан - Бахрейн - Бангладеш - Барбадос - Білорусь - Бельгія - Бенін - Бермудські Острови - Боснія і Герцеговина - Ботсвана - Бразилія - Болгарія - Буркіна-Фасо - Бурунді - Камбоджа - Канада - Кабо-Верде - Центральноафриканська Республіка - Чилі - КНР - Колумбія - Коста-Рика - Кот-д'Івуар - Хорватія - Куба - Кіпр - Чехія - Данія - Домініканська Республіка - Еквадор - Єгипет - Сальвадор - Естонія - Ефіопія - Фарерські острови - Фіджі - Фінляндія - Франція - Габон - Грузія - Німеччина - Гана - Велика Британія | - Греція - Гватемала - Гвінея - Гаїті - Гондурас - Гонконг - Угорщина - Ісландія - Індія - Індонезія - Іран - Ірак - Ірландія - Ізраїль - Італія - Ямайка - Японія - Йорданія - Казахстан - Кенія - Кувейт - Киргизстан - Лаос - Латвія - Ліван - Лесото - Литва - Люксембург - Лівія - Макао - Північна Македонія - Мадагаскар - Малайзія - Малі - Мальта - Маврикій - Мексика - Молдова - Монголія - Чорногорія - Марокко - Намібія - Непал - Нідерланди - Нова Зеландія - Нігер - Нігерія - Норвегія - Оман | - Пакистан - Палестина - Панама - Папуа Нова Гвінея - Перу - Філіппіни - Польща - Португалія - Пуерто-Рико - Катар - Румунія - Росія - Руанда - Самоа - Саудівська Аравія - Сенегал - Сербія - Сінгапур - Словаччина - Словенія - ПАР - Південна Корея - Іспанія - Шрі-Ланка - Суринам - Швеція - Швейцарія - Сирія - Китайський Тайбей - Таджикистан - Танзанія - Таїланд - Східний Тимор - Тонга - Туніс - Туреччина - Туркменістан - Уганда - Україна - ОАЕ - США - Уругвай - Узбекистан - Вануату - Венесуела - В'єтнам - Замбія - Зімбабве |

## Медальний залік
Фінальний залік 10 перших команд:
| Місце | Країна          | Золото | Срібло | Бронза | Всього медалей |
| ----- | --------------- | ------ | ------ | ------ | -------------- |
| 1     | КНР             | 89     | 70     | 52     | 211            |
| 2     | Велика Британія | 42     | 29     | 31     | 102            |
| 3     | США             | 36     | 35     | 28     | 99             |
| 4     | Україна         | 24     | 18     | 32     | 74             |
| 5     | Австралія       | 23     | 29     | 27     | 79             |
| 6     | ПАР             | 21     | 3      | 6      | 30             |
| 7     | Канада          | 19     | 10     | 21     | 50             |
| 8     | Росія           | 18     | 23     | 22     | 63             |
| 9     | Бразилія        | 16     | 14     | 17     | 47             |
| 10    | Іспанія         | 15     | 21     | 22     | 58             |